# Município de Starr (condado de Hocking, Ohio)
O município de Starr (em inglês: Starr Township) é um município localizado no condado de Hocking no estado estadounidense de Ohio. No ano de 2010 tinha uma população de 1.560 habitantes e uma densidade populacional de 16,32 pessoas por km².

## Geografia
O município de Starr encontra-se localizado nas coordenadas 39° 26′ 10″ N, 82° 20′ 31″ O. Segundo a Departamento do Censo dos Estados Unidos, o município tem uma superfície total de 95.59 km², da qual 94,84 km² correspondem a terra firme e (0,78 %) 0,74 km² é água.

## Demografia
Segundo o censo de 2010, tinha 1.560 habitantes residindo no município de Starr. A densidade populacional era de 16,32 hab./km². Dos 1.560 habitantes, o município de Starr estava composto pelo 96,79 % brancos, o 0,77 % eram afroamericanos, o 0,83 % eram amerindios, o 0,13 % eram asiáticos, o 0,32 % eram de outras raças e o 1,15 % eram de uma mistura de raças. Do total da população o 0,45 % eram hispanos ou latinos de qualquer raça.